# Tour de l'Horloge (Lescure-d'Albigeois)
Pour les articles homonymes, voir Tour de l'Horloge.
La tour de l'Horloge est l'un des derniers vestiges des fortifications de Lescure-d'Albigeois, une commune du Tarn (France).
Elle est classée aux titres des monuments historiques par arrêté du 23 février 1911.

## Historique
La tour de l'Horloge a probablement été construite au cours du XIVe siècle, en même temps que les remparts dont elle faisait partie. Ces derniers entouraient toute la ville, et étaient précédés de douves. La tour est alors l'une des entrées de la cité. La tour est rénovée, voire entièrement reconstruite en 1563, à l'époque des guerres de Religion qui ont sévi durant une vingtaine d'années dans la région. De nouveau, elle est restaurée en 1614, pour prévenir de nouvelles attaques de protestants.  
Alors que la quasi-totalité des remparts ont aujourd'hui disparu, elle est l'un de ses derniers vestiges, et le plus impressionnant. 

## Description

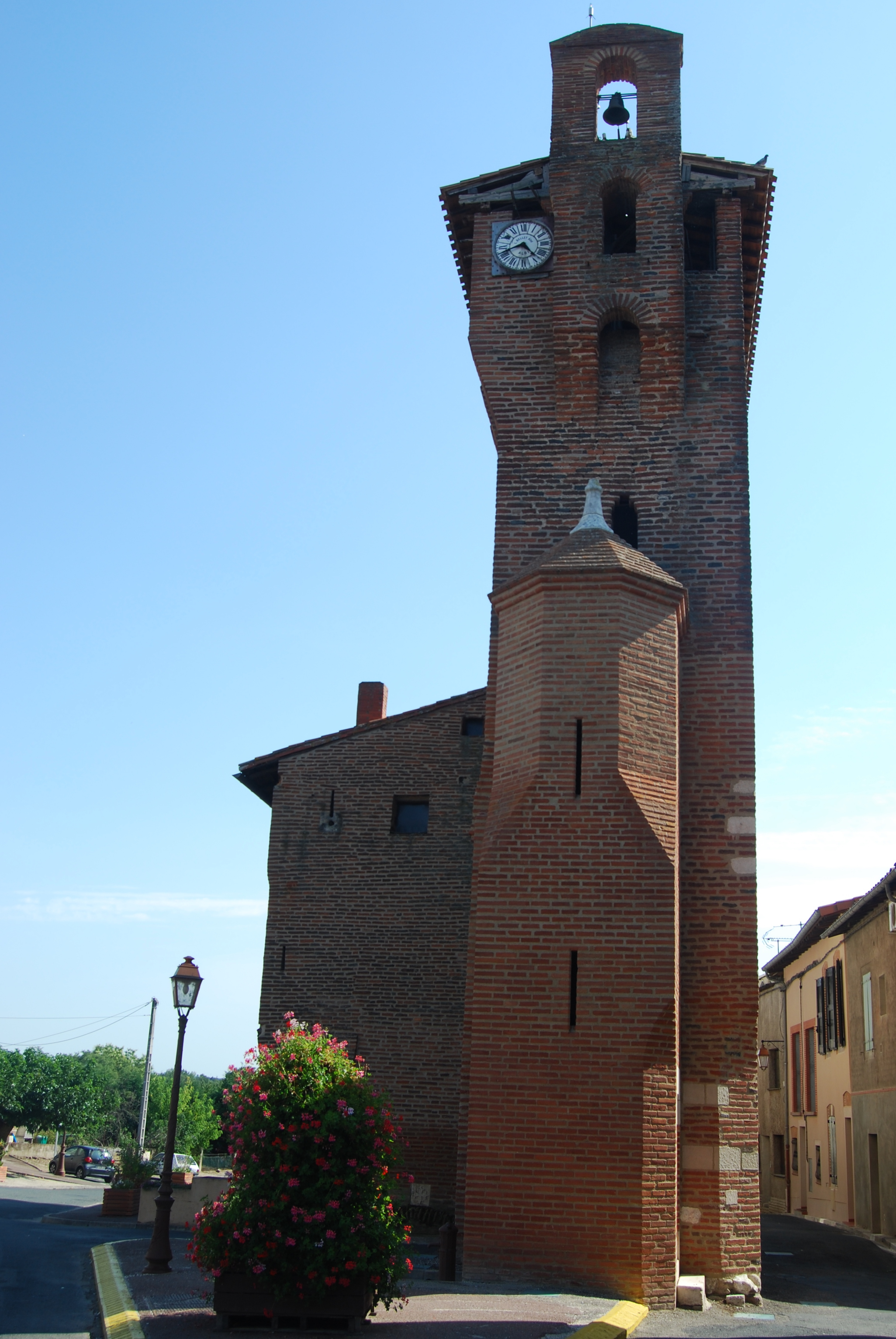
La tour depuis l'axe des anciens remparts

La tour de l'Horloge est une tour quadrangulaire en brique rouge, qui était alors un matériau bon marché facilement disponible dans la vallée du Tarn.   
La porte est en ogive et dotée d'une herse. Au premier étage, la salle de garde est surmontée d'un point de vue sur les alentours. La tour est dotée en son sommet de mâchicoulis et de créneaux,. De nombreuses meurtrières sont percées dans les murs. Une petite cloche surplombe le toit à deux pans de la tour, et deux horloge ronde datant du début du XXe siècle sont visibles sur la façade  
Un vestige de muraille la borde, mais il ne reste rien de plus des anciennes fortifications. De plus, on aperçoit en amont de la tour et au niveau du sol, la partie supérieure d'une arche enterrée, qui correspondait à l'ancien pont permettant de franchir les douves.

## Sources